# (518) Halawe
(518) Halawe – planetoida z pasa głównego asteroid okrążająca Słońce w ciągu 4 lat i 12 dni w średniej odległości 2,53 j.a. Została odkryta 20 października 1903 roku w Landessternwarte Heidelberg-Königstuhl w Heidelbergu przez Raymonda Dugana. Nazwa planetoidy pochodzi od arab. ‏‎ halawi (chałwa), ulubionego przysmaku odkrywcy. Przed nadaniem nazwy planetoida nosiła oznaczenie tymczasowe (518) 1903 MO.